# Українська діаспора в Чикаго
Украї́нська діа́спора в Чика́го — частина Західної діаспори на північноамериканському континенті, яка почала поселятися у Чикаго з 1880-х років — спершу із Закарпаття, опісля ж із Галичини. Перші прояви організованого українського життя в Чикаго приписують лікареві В. Сіменовичу, який поселився там же в 1892 році. Щодо організованого церковного життя серед українців — першу греко-католицьку парафію Пресвятої Богородиці, котра складалася переважно із закарпатців, засновано у 1902 році.

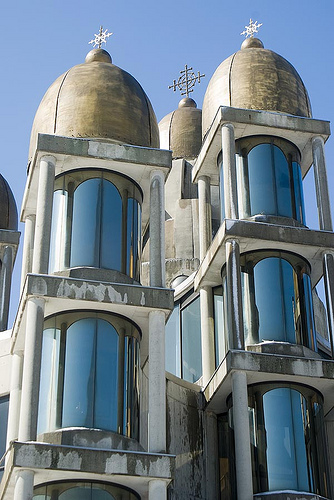
Сучасна українська греко-католицька церква св. Йосифа Обручника в Чикаго

На захід від центру міста по Чикаго авеню розташований район Українське село, англ. Ukrainian Village.

## Перші початки
У Чикаго, як і в інших українських поселеннях США, українці поселювалися недалеко місця праці, головно при різнях, залізничному транспорті, згодом при сталеварнях у південній частині Чикаго — і поступово просувалися у північні частини міста. Першим основним українським скупченням став Весттаун, який ще у 1980-х роках звали «українською дільницею».
У 1950—1960-х роках українці почали розселюватися на захід і на північний захід, до передмість Ок-Парк, Рівер-Форест, Парк-Рідж, Палатайн та ін. За обрахунками В. Сіменовича, українців у Чикаго було в 1910 році приблизно 25—30 тис.; це число значно збільшилося після 1945 року — і на 1980 рік вже становило близько 60 тис. Економічно-соціальний профіль українських емігрантів повільно диференціювався: у 1930-х роках було в Чикаго понад 100 малих українських підприємств і торгових закладів; після 1950 року збільшилося число українців у різних фахах і вільних професіях: нині є чимало лікарів, інженерів, адвокатів, педагогів тощо, та 5—6 великих підприємств.

## Церковне життя

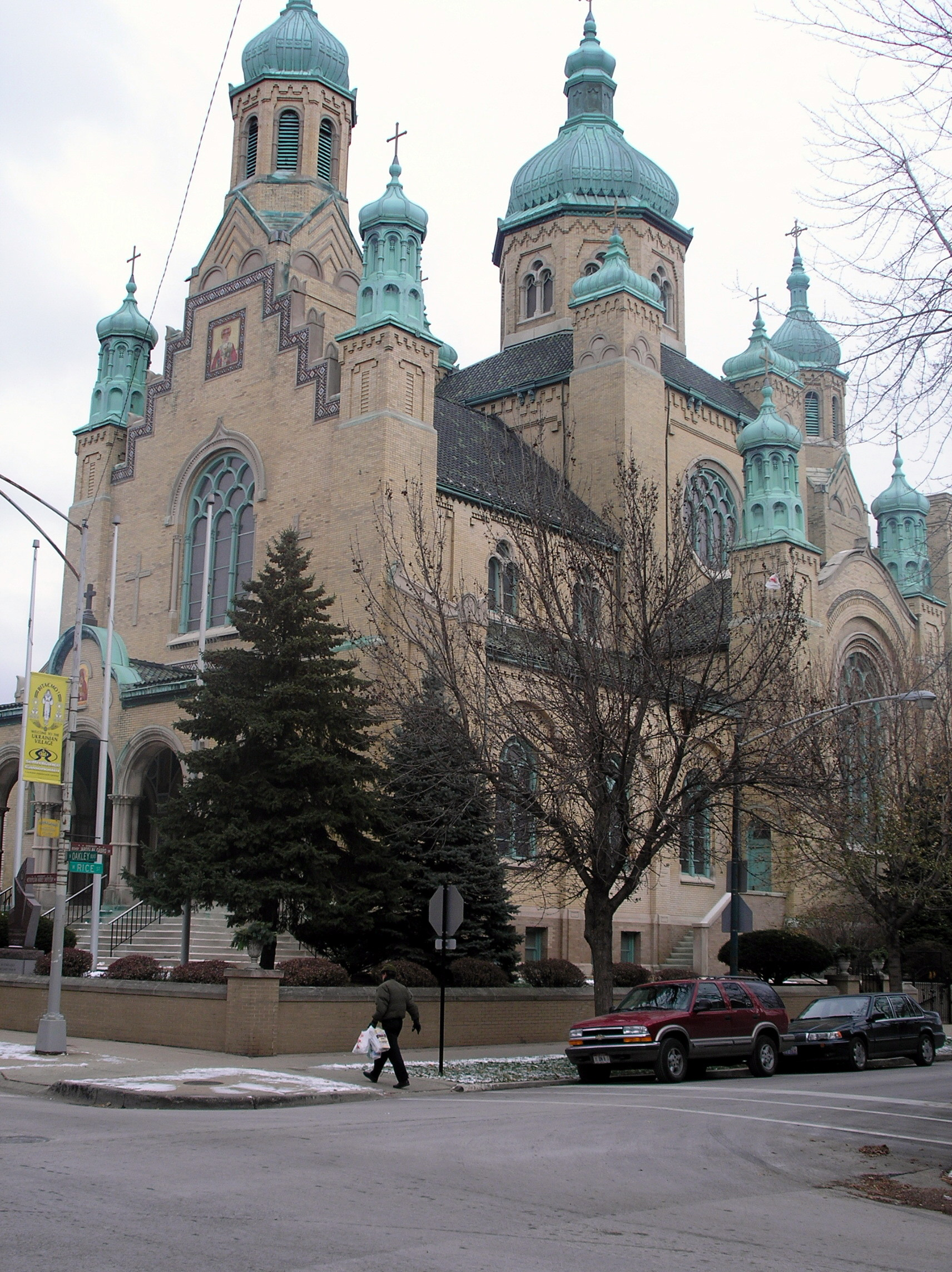
Церква св. Миколая

Організоване українське життя первісно скупчувалося навколо церков: у Чикаго таким основним осередком довго була греко-католицька церква св. Миколая: її засновано в 1905 році, а храм збудовано в 1913—1915 роках у стилі козацького псевдобарокко. У 1930 році парафіальне членство становило 800 родин; у 1960-му — 2700. У 1961 році вона стала катедрою, а Чикаго — осідком української католицької єпархії св. Миколая (єп. Ярослав Ґабро, 1980; з 1981-го — Інокентій Лотоцький). Нині в Чикаго є шість українських католицьких парафій, деякі побудували нові великі церкви: собор св. Володимира й Ольги (1973), церква св. Йосифа (1978). Існують і дві греко-католицькі церкви закарпатців, які підлягають карпаторуській єпархії.
У Чикаго є і православні церкви: п'ять українських і одна карпатоукраїнська. Першу церкву св. Трійці засновано в 1915 році з колишньої греко-католицької — як Народну незалежну церкву, котра згодом стала основою українського православного руху в США. У ній у 1925—1930 роках служив архієпископ Української православної церкви Іоан Теодорович — і виходив у 1922—1925 роках часопис «Дніпро». Первісну Святотроїцьку церкву було в 1945 році перенесено до «української дільниці» — та вона із зміненою назвою стала катедральним храмом св. Володимира; тут раніше служили єпископами Геннадій Шиприкевич, Олександер Новицький — нині служить Костянтин Баґан. Є ще Церква св. Покрови, яка є осідком Соборноправної УАПЦ, очоленої митрополитом Григорієм Огійчуком.
Діють у Чикаго і українські протестантські церкви: з 1915 року — українська баптистська церква; є нині і громада українців-п'ятидесятників.

## Громадські організації

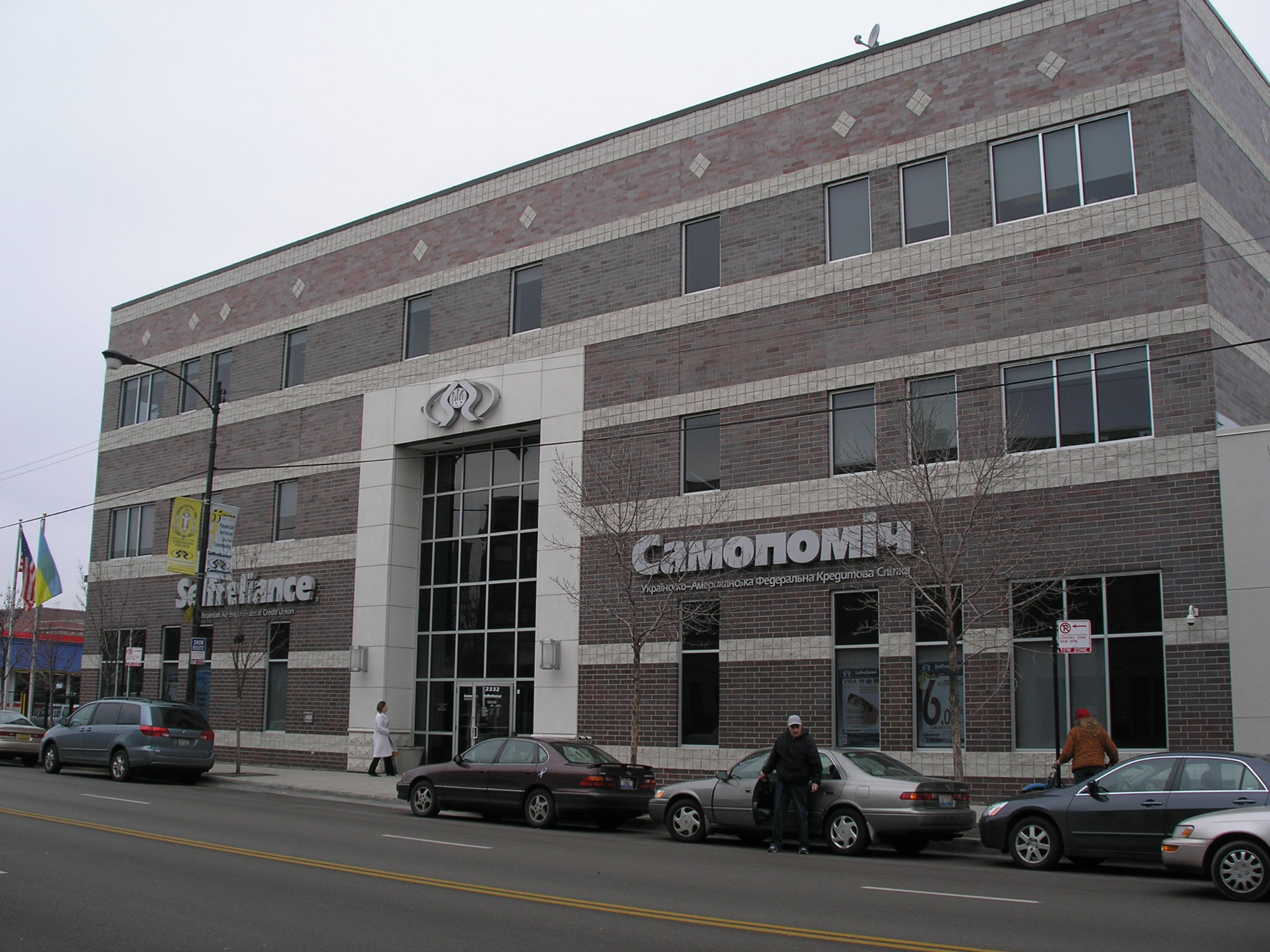
банк «Самопоміч»

Світські організації спершу також поставали здебільша при парафіях. Першим відомим укр. товариством було Братство св. Миколая, засноване В. Сіменовичем і адвокатом С. Яковичем. Активним громадським організатором був священик К. Струтинський (молодіжні товариства «Січ», щаднича спілка «Дніпро»).
Після Першої світової війни активними були січ. товариства гетьманського напряму. Деякий час Чикаго було центром гетьманського руху в Америці, тут виходив їхній орган «Січ» (1924—1934); головні діячі: О. Шаповал, О. Назарук, О. Тарнавський, С. Гриневецький, М. Сіменс-Сіменович. У 1930 році під впливом ОУН постала Організація Державного Відродження України (організатор С. Куропась). Деяка частина українців була під впливом лівих соціальних міжнародних груп і створила відділи просов. Союзу Укр. Роб. Організацій. У 1933 році з нагоди світової виставки відбулися в Чикаго орг. з'їзди Ліги укр. молоді північної Америки та Товариства української професіоналістів. У 1920—1930-х pp. набув популярности Укр. над. хор (диригент Ю. Бенецький), що здобув першість на кількох американських музичних фестивалях. Солістка цього хору Машир Марія Іванівна — випускниця Музично-драматичної школи Миколи Лисенка — також успішно виступала в «Чикаґо Сівік Опера».
У 1940 році засновано Лігу американців українського походження (довголітній голова І. Дужанський), що стала місцевим відділом УККА.
Нова повоєнна еміграція розбудувала мережу політичних, суспільних, культурних і професійних організацій, яких на 1980 рік було близько 120. Активний, гол. в антисов. виступах, відділ Організації оборони чотирьох свобід України. 4 страхові братські союзи мають у Чикаго понад 40 відділів. З 1981 року тут міститься централя Укр. Нар. Помочі. У Чикаго є 8 відділів Союзу українок Америки, ряд комбатантських товариств, Централя Укр. Кооператив Америки, гол. управа Об'єднання українських ветеринарів лікарів і Українського лікарського товариства Північної Америки (близько 150 чоловік у Чикаго), крайові управи Товариства українських бібліотекарів, Союзу українських купців і підприємців, центр Українського вільного козацтва, кілька організацій молоді (з двома оселями в штаті Вісконсин: Пласт у Вестфільді, СУМА — в Барабу), осередок ОДУМ з музичним ансамблем. Спортивні товариства існували вже у 1930-х pp., з 1950-го — найактивніше а них «Леви», багатократний чемпіон американських футбольних ліг.
У нові часи 1990-х років виникає Товариство української мови Чикаго.
З установ важливі кредитові й ощадностеві спілки: «Самопоміч» і банк «Певність» (до 1970 року діяв український банк «Тризуб»), споживча кооператива «Самодопомога», що утримує відпочинкову оселю над озером Равнд Лейк, будинок українського сеньйора, Український Інститут модерного мистецтва з постійною галереєю, Український національний музей, філія Українського Католицького Університету та інші.

## Школи
Першу школу української грамоти засновано в 1905 році при церкві св. Миколая (1922 — 300 учнів); 1936 року з неї утворилася цілоденна укр. кат. школа. У 1950—1960-х pp. діяла ще цілоденна парафіяльна школа при церкві Різдва Богоматері. У 1980 році було 5 суботніх шкіл українознавства, з яких найбільша «Рідної Школи» (колись Учительської громади, з бл. 700 учнями в 1960-х pp.). У 1966-му — 83 діяли дворічні пед. курси для учителів українознавства (з 1978 року при філії Українського Католицького Університету).

## Культурне життя
У Чикаго виходили (або існують і далі) періодичні вид.: «Україна» (1917—1920, 1930—1932, ред. В. Сіменович), двотижневик «Січ» (1924—1934) і низка по Другій світовій війні: тижневик «Українське життя» (з 1955), «Нова Зоря» (з 1985), двотижневик «Церковний Вісник» (з 1968), журнал «Самостійна Україна» (з 1948), «Овид» (1957—1976), «Мирянин» (1967—1979), «Вільне козацтво» (1964—1980), ілюстрований «Екран», правос. «Церква і життя», «Інформативний листок» Об'єднення ветеринарів, квартальник «Гуцулія», Деякий час тут виходив «Лікарський Вісник», Українсько-американський історичний журнал «Пірнач» (2009) та ін.
У 1950—1960-х рр. у Чикаго діяв театр «Нова Сцена» та хори «Сурма» (диригенти О. Плешкевич, І. Трухлий), пізніше «Прометей» (Р. Андрушків), є ряд танцювальних і муз. ансамблів, здебільша при організаціях молоді (ансамбль СУМА «Україна» та ін.). Студенти організовані у клубах при університетах і в студентській громаді. В Іллінойському Університеті у 1970-х pp. впроваджено програми з української мови і літератури. У високих школах Чикаго вчиться понад 450 українських студентів (1980) та працює бл. 15 викладачів-українців, Чикаго — значний центр літературно-мистецького життя, тут в останні десятиліття зосередилося значне ч. письм. О. Бабій, Т. Курпіта, Р. Завадовий, Ганна Черінь, Б. Рубчак, Ю. Коломієць; малярів: А. Коваленко, М. Дачишин-Гарасовська, А. Коломиєць, Л. Кочман-Дяченко; скульпторів: К. Мілонадіс, М. Урбан та ін.; музик: М. Малько (диригент Чиказького симфонічного оркестру), композитор і піаніст Білогруд І. (має власну музичну школу), солістка Ія Мацюк-Грицай та ін.
В американському політичному житті українці також беруть участь: І. Гімка, Юліан Куляс — у демократичній партії, І. Задорожний та М. Куропась — у республіканській (останній за адміністрації Дж. Форда був дорадником у Білому Домі з етнічних питань). До Іллінойської палати репрезентантів у 1970-х pp. були обрані Б. Антонович (респ.) та М. Куляс (дем.). До стейтового сенату 1984 В. Дудич. У 1940-х pp. дир. бюра Злученого Укр.-Амер. Допомогового Комітету в Мюнхені був адвокат з Ч. Р. Смук.
На сьогоднішній день українська діаспора в Чикаго активно долучається до організації масштабного святкування Дня незалежності України в Чикаго, куди співочі та танцювальні гурти українців чи не зі всіх штатів Сполучених Штатів Америки.
У Чикаго розташований головний офіс української вебплатформи UA Modna, де працюють засновники проекту і менеджери зі зв'язків мешканців діаспори та України.
В Ukrainian Village проводиться фестиваль Ukrainian Village Fest.

## Видатні люди
- Бандрівський Павло Дмитрович — віце-президент Українського конгресового комітету Америки, відділ Іллінойс.
- Куропась Степан — редактор журналу «Самостійна Україна».
- Яресько Наталія — українська громадська діячка і підприємець, співзасновник і співуправляючий партнер компанії «Horizon Capital», президент і Головний виконавчий директор фонду «Western NIS Enterprise Fund».
- Вадим Дубовський — популярний співак

### Померли
- Мицик Роман — український економічний діяч, активний член ОУН, довголітній директор Федеральної кредитної спілки «Самопоміч» у Чикаґо
- Стефанишин Антін — активний діяч УВО, бойовик «Летючої бригади», письменник, драматург
- о. Павло Гайда — священик УГКЦ, теолог, громадський діяч;